# Гарсия Кортина, Иван
Иван Гарсия Кортина (исп. Iván García Cortina; род. 20 ноября 1995, Хихон, провинция Астурия, Испания) — испанский профессиональный шоссейный велогонщик, выступающий за команду «Movistar Team».

## Карьера
В 2017 году дебютировал на Вуэльта Испании 2017.

## Достижения
2012
1-й  — Чемпион Испании по шоссейному велоспорту среди юниоров в групповой гонке
2015
10-й на Туре Бретани — ГК
2016
1-й на этапе 4 Course de la Solidarité Olympique
4-й на Istrian Spring Trophy — ГК
1-й  — МК
6-й на GP Izola
7-й на Чемпионате мира по шоссейным велогонкам среди мужчин в возрасте до 23 лет в групповой гонке
8-й на Ronde Van Vlaanderen Beloften (U-23)
8-й на Poreč Trophy
10-й на Paris–Roubaix Espoirs (U-23)
10-й на Le Triptyque des Monts et Châteaux — ГК
2017
8-й на Чемпионате Европы по шоссейным велогонкам в групповой гонке
2018
4-й Лондон — Суррей Классик
2019
1-й на этапе 5 Тур Калифорнии
| ГК | Генеральная классификация |
| МК | Молодёжная классификация  |

### Гранд-туры
| Гонка           | 2017 | 2018 | 2019 |
| --------------- | ---- | ---- | ---- |
| Джиро д'Италия  | —    | —    |      |
| Тур де Франс    | —    | —    |      |
| Вуэльта Испании | 100  | 94   |      |

| —  | Не участвовал  |
| НФ | Не финишировал |